# 또깨비 가족
《또깨비 가족》은 EBS 1TV에서 2020년 4월 30일부터 2021년 1월 22일까지 방영되었던 유아 프로그램이다.

## 기획 의도
- 새 친구 수빈이와 또깨비 가족이 된다!? 도깨비 아닌 또깨비 가족을 탄생한 유아 프로그램

## 방송 일정
| 방송 기간                                  | 방송 시간                                                |
| ------------------------------------------ | -------------------------------------------------------- |
| 2019년 10월 24일                           | 매주 목 오전 8:45(파일럿 편성)                           |
| 2020년 4월 30일 ~ 2020년 7월 24일 (시즌 1) | 매주 목~금 오전 9:15 (본방) 매주 목 ~금 오후 3:55 (재방) |
| 2020년 10월 29일~ 2021년 1월 22일 (시즌 2) | 매주 목 ~ 금 오전 9:15 (본방)                            |

## 등장 인물
- 수빈이
- 태양이
- 태양이 아빠 (파파)
- 태양이 엄마 (초초)
- 태양이 할아버지 (노노)
- 보보

## 같이 보기
- EBS